# Ân (nước)
Ân (tiếng Trung: 殷; bính âm: Yīn) là một nước chư hầu vào thời Tây Chu trong lịch sử Trung Quốc.
Sau khi Cơ Phát đánh bại Trụ Vương, tiêu diệt nhà Thương (hay nhà Ân), đã lên ngôi thiên tử, lập ra nhà Chu, tức Chu Vũ Vương. Chu Vũ Vương biết lòng người còn nhớ nhà Ân, theo kiến nghị của Chu Công Đán nên không làm tuyệt hương hoả nhà Ân và đã làm lễ cáo tế trời đất, cho con của Trụ Vương là Vũ Canh tiếp tục cai trị đất Ân. Nước Ân đóng đô tại thủ đô của triều Thương trước đây (tức Ân Khư), lãnh thổ của Ân gần tương ứng với khu vực bắc bộ tỉnh Hà Nam, nam bộ tỉnh Hà Bắc và đông nam bộ tỉnh Sơn Tây ngày nay.
Các vùng xung quanh nhà Ân còn chưa hoàn toàn thần phục nhà Chu, nên Chu Vũ Vương chia làm ba khu vực: phong cho em trai Vũ Vương là Thúc Xử (叔處) cai quản nước Hoắc (霍); một em trai khác của Vũ Vương là Thúc Tiên được phong nước Quản còn người em Thúc Độ được cai quản nước Sái. Trên danh nghĩa, ba người em của Chu Vũ vương có trách nhiệm giúp đỡ Vũ Canh, nhưng trên thực tế, Chu Vũ Vương dùng họ để giám sát, kiềm chế nước Ân, vì vậy sử gọi họ là "Tam giám".
Sau khi Chu Vũ Vương mất, thái tử Tụng kế vị, tức Chu Thành Vương. Do Chu Thành Vương còn nhỏ tuổi nên Chu Công Đán nhập kinh phụ chính. Vũ Canh ở đất Ân nhân cơ hội nhà Chu mới dựng, vua mới của nhà Chu còn nhỏ, nên định khôi phục nhà Ân. Thúc Tiên, Thúc Xử và Thúc Độ bất mãn, lại nghe theo lời dụ của Vũ Canh, đều đồng tình theo Vũ Canh chống lại Chu Công Đán và Chu Thành Vương.
Không lâu sau, Vũ Canh cùng Quản Thúc Tiên, Hoắc Thúc Xử và Sái Thúc Độ và các bộ lạc Đông Di nổi dậy chống nhà Chu, tức loạn Tam Giám (三监之乱). Sử sách không nói rõ chi tiết diễn biến cuộc chiến, nhưng ghi lại cuộc chiến kéo dài trong 3 năm. Sau cùng, Chu Công Đán đánh bại được quân của Vũ Canh. Vũ Canh bị Chu Công Đán giết chết, nước Ân tồn tại chỉ duy nhất 1 đời vua đã cáo chung. Sau đó Chu Công chia đất Ân làm đôi, một nửa phong cho người tông thất khác của nhà Ân là Vi Tử Khải ở nước Tống để giữ hương hoả nhà Ân còn nửa kia phong cho người em khác của Chu Vũ Vương là Khang Thúc Cơ Phong, đặt quốc hiệu là Vệ.